# Эустрхейм
Эустрхейм (норв. Austrheim) — коммуна в губернии Хордаланн в Норвегии. Административный центр коммуны — город Эустрхейм. Официальный язык коммуны — нюнорск. Население коммуны на 2007 год составляло 2569 чел. Площадь коммуны Эустрхейм — 57,44 км², код-идентификатор — 1264.

## История населения коммуны
Население коммуны за последние 60 лет.

Статистика коммуны Эустрхейм